# 김동수 (1947년)
김동수(金東洙(Kim Dong-Su), 1947년 3월 27일~2024년 6월 25일)는 대한민국의 배우, 성우, 연극인이다. 1965년 연극배우로 데뷔하였다.

## 출연작

### 영화
- 1981년 《고래섬 소동》
- 1982년 《82' 바보들의 청춘》
- 1982년 《속 영자의 전성시대》
- 1983년 《과부춤》
- 1984년 《각설이 품바 타령》
- 1985년 《장사의 꿈》... 멍군 역
- 1985년 《고추밭의 양배추》
- 1986년 《몸 전체로 사랑을》
- 1987년 《팔도주방장》
- 1988년 《뽕 2》... 치근 역
- 1989년 《행복은 성적순이 아니잖아요》... 달중 역
- 1992년 《돌아오라 개구리소년》... 영규 부 역
- 1992년 《달은... 해가 꾸는 꿈》
- 1992년 《명자 아끼꼬 쏘냐》
- 1995년 《꼬리치는 남자》... 수의사 조수 역
- 1997년 《할렐루야》(우정출연)
- 1997년 《창》
- 1997년 《일팔일팔》... 구리교주/남 고사 역
- 1997년 《인연》... 점쟁이 역
- 1999년 《내 마음의 풍금》... 난희 부 역
- 2001년 《흑수선》... 김중엽 역
- 2002년 《보스 상륙 작전》... 소방 1 역
- 2005년 《초승달과 밤배》... 앵벌이 역

### 연극
- 1979년 난장이가 쏘아올린 작은 공
- 1982년 고도를 기다리며
- 1984년 카덴자
- 1987년 불가불가
- 1989년 오구-죽음의 형식
- 1992년 죄와 벌
- 1996년 까라마조프가의 형제들

## 경력
- 1965년 연극배우 첫 데뷔.
- 1967년 CBS 기독교방송 성우 공채 8기.
- 1970년 DBS 동아방송 성우 공채 7기 이적.
- 1972년 TBC 동양방송 성우 공채 7기 이적.
- 1973년 KBS 한국방송공사 공채 1기 탤런트 마지막 이적 이후 100여 편 드라마에 출연.
- 세실극단에서 개인발표회 10여 편.
- 1994년 극단 열린무대 창단하여 제작 및 연출.
- 수원전문대학 방송연예학과 조교수.
- 배우학교 김동수엑터스 운영.

## 수상
- 1989년 동아연극상 남자연기상